# Pablo Larraín Matte
Pablo Larraín Matte (Santiago, Regió Metropolitana de Santiago; 19 d'agost de 1976) és un cineasta (director, productor i guionista) xilè, nominat als Premis Óscar en 2013 per No, així com als Premis Globus d'Or en 2015 per El club i en 2016 per Neruda. En 2016 va estrenar la pel·lícula Jackie, sobre la vida de Jacqueline Kennedy.

## Biografia
Fill d'Hernán Larraín —Ministre de Justícia i Drets Humans en el segon govern de Sebastián Piñera i expresident de la UDI, partit de dreta conservadora—, i de Magdalena Matte —exministra d'Habitatge i Urbanisme en el primer govern de Sebastián Piñera—, va estudiar comunicació audiovisual a la Universitat d'Arts, Ciències i Comunicació (UNIACC).
És soci fundador de Fábula, una empresa dedicada al desenvolupament de cinema i comercials on ha exercit diversos projectes.
El seu primer llargmetratge, Fuga el va dirigir en 2005; va ser estrenat comercialment a Xile al març de 2006 i va obtenir reconeixement internacional en guanyar als festivals de Cartagena, Màlaga i de Cinema Llatinoamericà de Trieste. Les seves següents pel·lícules —Tony Manero i Post Mortem— consolidaren el seu èxit.
El 2011 va debutar com a director d'una sèrie televisiva, Prófugos.
El seu quart llargmetratge és No, una pel·lícula en la qual el mexicà Gael García Bernal interpreta un publicista que desenvolupa una campanya a favor del "No" en el plebiscit de 1988, per impedir que Augusto Pinochet seguís en el poder. No va ser nominada al Premi Oscar en la categoria de Millor Pel·lícula de parla no Anglesa, convertint-se en la primera pel·lícula xilena nominada als Premis de l'Acadèmia.
Al febrer de 2015 va estrenar a la Berlinale la seva cinquena pel·lícula, El club, on va obtenir l'Os de Plata-Gran Premi del Jurat. La cinta és un drama centrat en un grup de capellans que per haver comès actes reprovatoris l'Església catòlica els manté amagats en una casa d'un poble remot. La cinta es va guanyar una nominació als Globus d'Or en la categoria de Millor pel·lícula en llengua no anglesa.
Va debutar en el gènere del videoclip en 2013, amb un per a la cançó Detrás del alma, que forma part del nou àlbum Se caiga el cielo del grup Electrodomésticos. A l'any següent va dirigir per primera vegada una òpera: Katia Kabanova de Leoš Janáček, estrenada al Teatro Municipal de Santiago el dos de maig.
A la fi de 2017 es va anunciar que Larraín dirigiria una sèrie de thriller religiós anomenada Santa María. La producció es durà a terme per les cadenes Fox Networks Group Latin America i Movistar+ España.
Larraín va participar en la sèrie Homemade, una antologia composta de curtmetratges dirigits per diversos cineastes durant la pandèmia de malaltia per coronavirus i estrenada per Netflix en 2020. La resta dels curtmetratges van estar dirigits per Sebastián Lelio, Ladj Ly, Paolo Sorrentino, Rachel Morrison, Naomi Kawase, Ana Lily Amirpour i Kristen Stewart, entre d'altres.

## Vida personal
Malgrat la seva connexió familiar dretana, la seva obra com a cineasta no té res a veure amb aquest corrent polític i, en qualsevol cas, és la d'un antipinochetista convençut. "A Xile, la dreta és responsable directa, a través del govern de Pinochet, del que va passar amb la cultura en aquests anys, no sols amb l'eliminació i la no propagació d'ella sinó, també, en la persecució d'autors i artistes", va declarar Larraín a l'Agència EFE en 2008. Va afirmar que "Xile va estar gairebé vint anys sense possibilitat d'expressar-se des del punt de vista artístic" i va opinar que "la dreta en el món no té molt interès per la cultura i això revela la ignorància que probablement tenen, perquè és difícil que algú gaudeixi o s'encanti amb coses que no coneix".
Està separat, des de fins de 2014, de l'actriu Antonia Zegers, amb qui té dos fills, Juana (2008) i Pascual (2011).

## Filmografia
Director
- 2006: Fuga
- 2008: Tony Manero
- 2009: Resurrección (curtmetratge)
- 2010: Post mortem
- 2011: Prófugos (Sèrie de televisió, amb Jonathan Jakubowicz)
- 2012: No
- 2015: El club
- 2016: Neruda
- 2016: Jackie
- 2019: Ema
- 2021: Spencer
- 2023: El conde
- TBA: Maria

Guionista
- 2006: Fuga
- 2008: Tony Manero
- 2010: Post mortem

Productor
- 2007: La vida me mata de Sebastián Silva
- 2009: Grado 3 de Roberto Artiagoitia
- 2009: El año del tigre de Sebastián Lelio - amb Juan de Dios Larraín i Gonzalo Maza
- 2011: Ulises de Óscar Godoy - amb Juan de Dios Larraín
- 2012: Joven y alocada de Marialy Rivas - amb Juan de Dios Larraín
- 2013: Gloria de Sebastián Lelio - amb Juan de Dios Larraín
- 2013: Crystal Fairy & the Magical Cactus de Sebastián Silva - amb Juan de Dios Larraín
- 2015: Nasty Baby de Sebastián Silva - amb Juan de Dios Larraín i altres
- 2015: El club - amb Juan de Dios Larraín
- 2017: Una mujer fantástica - amb Juan de Dios Larraín, Sebastián Lelio i Gonzalo Maza
- 2018: Gloria Bell de Sebastián Lelio - amb Juan de Dios Larraín
- 2020: Nadie sabe que estoy aquí de Gaspar Antillo - amb Juan de Dios Larraín.

## Premis i nominacions

### Premis Oscar
| Any  | Categoria                             | Pel·lícula | Resultat |
| ---- | ------------------------------------- | ---------- | -------- |
| 2013 | Millor pel·lícula de parla no Anglesa | No         | Nominat  |

### Premis Globus d'Or
| Any  | Categoria                               | Pel·lícula | Resultat |
| ---- | --------------------------------------- | ---------- | -------- |
| 2016 | Millor pel·lícula en llengua no anglesa | Neruda     | Nominat  |
| 2015 | Millor pel·lícula en llengua no anglesa | El club    | Nominat  |

### Premis Platino[18]
| Any  | Categoria         | Pel·lícula | Resultat  |
| ---- | ----------------- | ---------- | --------- |
| 2017 | Millor Pel·lícula | Neruda     | Nominat   |
| 2017 | Millor direcció   | Neruda     | Nominat   |
| 2016 | Millor pel·lícula | El club    | Nominat   |
| 2016 | Millor direcció   | El club    | Nominat   |
| 2016 | Millor guió       | El club    | Guanyador |

### Premis Fènix
| Any  | Categoria         | Pel·lícula | Resultat  |
| ---- | ----------------- | ---------- | --------- |
| 2015 | Millor pel·lícula | El club    | Guanyador |
| 2015 | Millor direcció   | El club    | Guanyador |
| 2015 | Millor guió       | El club    | Guanyador |
| 2016 | Millor pel·lícula | Neruda     | Guanyador |
| 2016 | Millor direcció   | Neruda     | Nominat   |

### Premis Ariel
| Any  | Categoria                        | Pel·lícula  | Resultat |
| ---- | -------------------------------- | ----------- | -------- |
| 2009 | Millor pel·lícula iberoamericana | Tony Manero | Nominat  |

### Premis Pedro Sienna
| Any  | Categoria                   | Pel·lícula  | Resultat  |
| ---- | --------------------------- | ----------- | --------- |
| 2007 | Millor llargmetratge ficció | Fuga        | Nominat   |
| 2007 | Millor guió                 | Fuga        | Nominat   |
| 2009 | Millor llargmetratge ficció | Tony Manero | Nominat   |
| 2009 | Millor direcció             | Tony Manero | Nominat   |
| 2009 | Millor guió                 | Tony Manero | Nominat   |
| 2011 | Millor llargmetratge ficció | Post mortem | Nominat   |
| 2011 | Millor guió                 | Post mortem | Nominat   |
| 2012 | Millor llargmetratge ficció | No          | Guanyador |
| 2016 | Millor llargmetratge ficció | El club     | Guanyador |
| 2016 | Millor direcció             | El club     | Guanyador |
| 2016 | Millor guió                 | El club     | Guanyador |

### Premis Altazor
| Any  | Categoria       | Pel·lícula  | Resultat  |
| ---- | --------------- | ----------- | --------- |
| 2009 | Millor direcció | Tony Manero | Nominat   |
| 2013 | Millor direcció | No          | Guanyador |

Festival Internacional de Cinema de Canes
| Any  | Categoria                      | Pel·lícula | Resultat  |
| ---- | ------------------------------ | ---------- | --------- |
| 2012 | Premi Quinzena de Realitzadors | No         | Guanyador |

### Altres premis
| Esdeveniment                                   | Any  | Categoria                                            | Pel·lícula  |
| ---------------------------------------------- | ---- | ---------------------------------------------------- | ----------- |
| Festival Internacional de Torí                 | 2008 | Millor pel·lícula                                    | Tony Manero |
| Festival Internacional de Cinema de l'Havana   | 2008 | Gran Coral                                           | Tony Manero |
| Festival Internacional de Varsòvia             | 2008 | Premi Especial del Jurat                             | Tony Manero |
| Festival Internacional d'Istanbul              | 2009 | Millor Pel·lícula                                    | Tony Manero |
| Festival Internacional de Rotterdam            | 2009 | Premi KNF                                            | Tony Manero |
| Festival Internacional de Cinema d'Antofagasta | 2010 | Millor pel·lícula                                    | Post mortem |
| Festival Internacional de Cinema de l'Havana   | 2010 | Segon Premi Coral i Premi de la Crítica              | Post mortem |
| Festival Internacional de Cinema de l'Havana   | 2012 | Primer premi Coral al millor llargmetratge de ficció | No          |
| Festival Internacional de Cinema de Berlín     | 2015 | Os de Plata-Gran Premi del Jurat                     | El club     |
| Festival de Cinema de Chicago                  | 2015 | Millor director                                      | El club     |
| Festival Internacional de Cinema de l'Havana   | 2015 | Gran Coral                                           | El club     |
| Festival Internacional de Cinema de Durango    | 2015 | Centaure d'Or (Millor Director)                      | El Club     |
| Festival Internacional de Cinema de Toronto    | 2016 | Platform Prize                                       | Jackie      |